# Tjesnac Mytilini
Tjesnac Mytilini (grčki: Στενό της Μυτιλήνης; tur. Midilli Boğazı) je tjesnac u Egejskom moru koji dijeli grčki otok Lezbos i grada Ayvalık u pokrajini Balıkesir na turskoj obali.

## Promet
Postoje redovite trajektne linije duž Lezboskog tjesnaca između centara Ayvalık i Akçay i otoka Lezbos tijekom ljetnih mjeseci. Trajekti polaze iz Ayvalika svaki dan u 18.00, iz Foçe 5 dana u tjednu, ponedjeljak-srijeda-petak-nedjelja u 18.00-subota u 11.00, a iz Dikilija jednom tjedno. Ulažu se napori za pokretanje trajektnih usluga s Altınolukom.